# Estrada de Ferro Oeste de Minas (ferrovia turística)
Estrada de Ferro Oeste de Minas é uma ferrovia com 12 km de extensão e bitola de 762 mm entre São João del-Rei e Tiradentes, Minas Gerais. A ferrovia é tombada pelo Instituto do Patrimônio Histórico e Artístico Nacional desde 1989.

## História

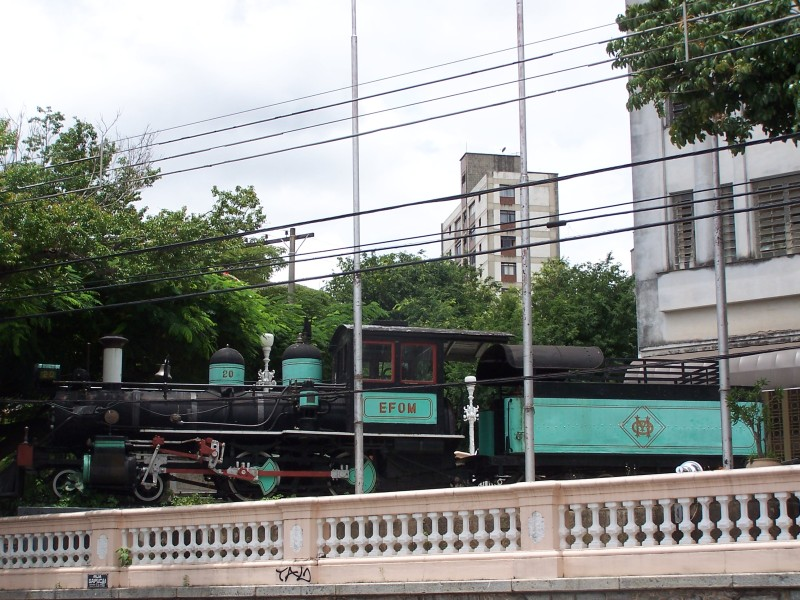
EFOM nº 20 em Belo Horizonte (em breve de volta a São João del-Rei).

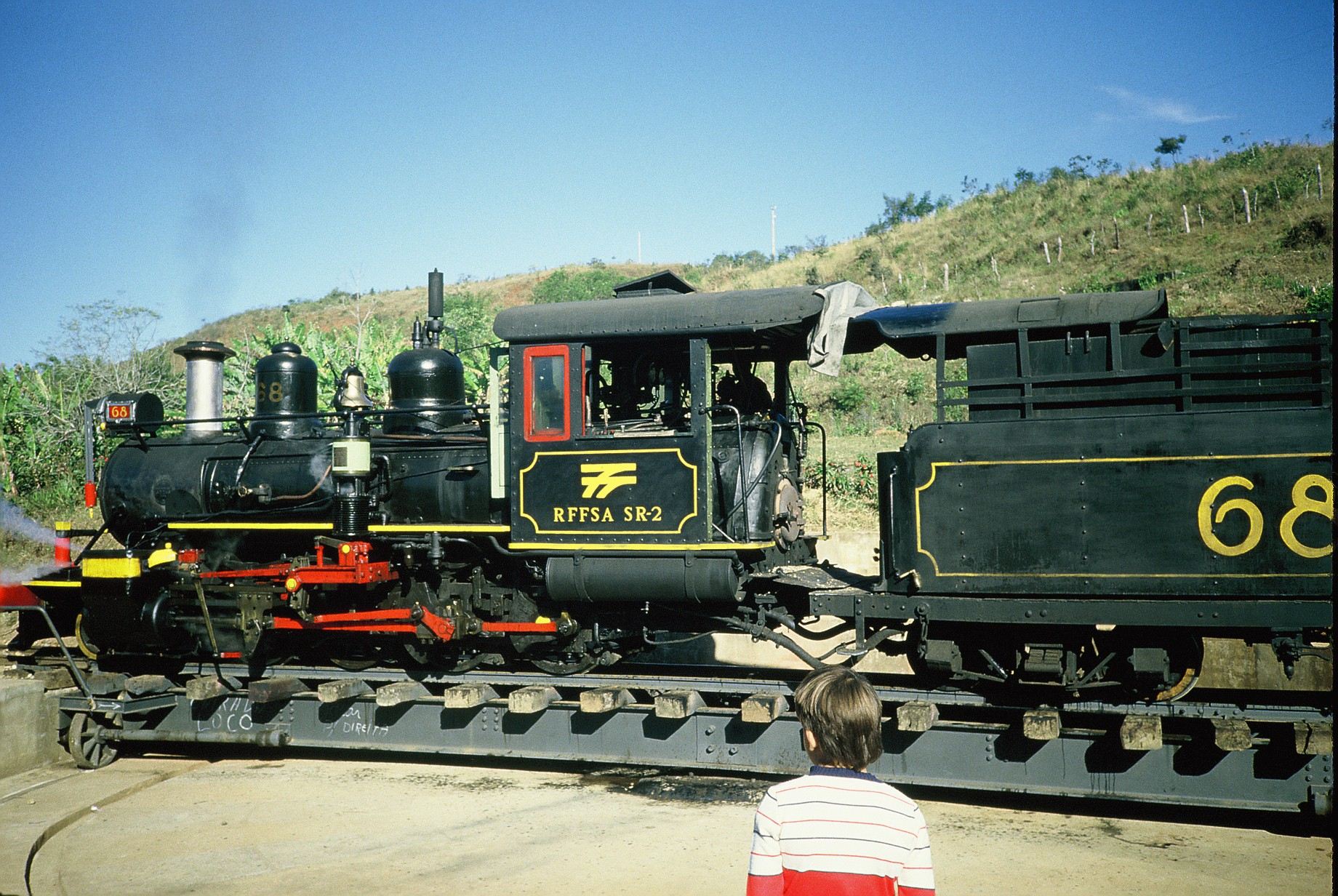
EFOM nº 68 na rotunda de Tiradentes.

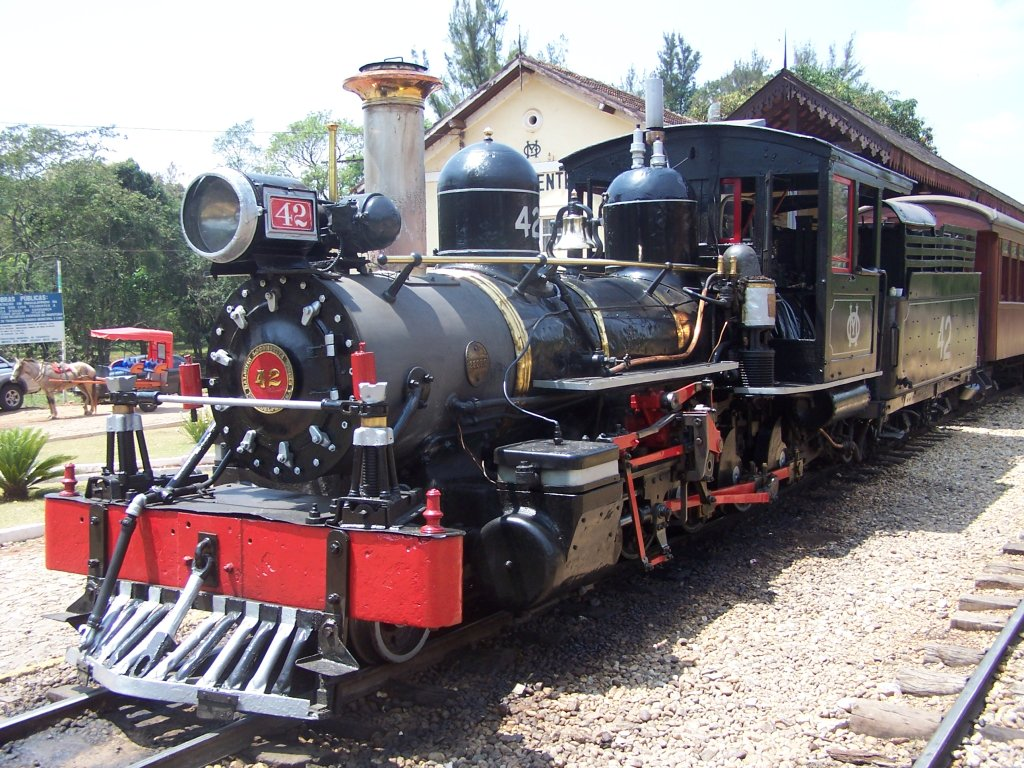
A popular "Maria-Fumaça". EFOM nº 42 na Estação de Tiradentes.

A estrada original foi construída em 1881, pela Estrada de Ferro Oeste de Minas, para ajudar na colonização do Oeste de Minas Gerais. A linha em bitola de 762 mm ligava Antônio Carlos a Barra do Paraopeba, no município de Morada Nova de Minas. A Ferrovia Centro Atlântica opera o trecho Aureliano Mourão-Divinópolis, ampliado para bitola métrica em 1960. O restante da via foi abandonado e desmontado entre 1983 e 1984 durante a administração da RFFSA.
A linha de São João del-Rei para Tiradentes, no entanto, foi preservada e de forma contínua, ainda está em uso, desde 1881,embora seja agora apenas uma linha turística avulsa, classificada como patrimônio histórico ao transporte de passageiros, e é um dos poucos lugares no Brasil, que viu o uso contínuo de locomotivas a vapor. Em 1984, o trecho que restava da linha tronco foi erradicado e, desde então, ficaram os 12 quilômetros de via férrea que separam as duas cidades históricas mineiras, que funciona em caráter turístico.
A linha foi inaugurada em 28 de agosto de 1881, com a presença do então imperador Pedro II. Era a ponta da linha que então ligava Sítio, na Estrada de Ferro Dom Pedro II, a São João del-Rei.
O nome EFOM foi retomado no fim da década de 1970 para fins turísticos na via remanescente de bitola de 762 mm entre Antônio Carlos e Aureliano Mourão (cerca de 200 km). O único trecho, dessa ferrovia, existente em bitola de 762 mm, compreende a linha entre São João del-Rei e Tiradentes, passando pela estação de Chagas Dória e pela parada da Casa de Pedra. Entre 1983 e 84, o restante da linha foi erradicado, sendo este trecho preservado como resultado da pressão da sociedade civil que tinha entre as entidades a Associação Brasileira de Preservação Ferroviária (ABPF). 

## Operação
Atualmente a Ferrovia Centro-Atlântica opera a linha, onde circulam quatro locomotivas a vapor com fins turístico culturais, sendo elas as EFOMs 22, 41, 42 e 68. A EFOM nº 58 aguarda início do processo de restauração. As locomotivas EFOM nº 21 e EFOM nº 60 encontram-se expostas na gare da estação de São João del-Rei, a locomotiva EFOM nº 20 encontra-se em Belo Horizonte, a EFOM nº 19 está exposta no Shopping Estação, em Curitiba, e a EFOM nº 66 ao lado da estação da cidade de Antônio Carlos, juntamente com um carro dormitório. A Associação São-Joanense de Preservação e Estudos Ferroviários, o Instituto Histórico e Geográfico de São João del-Rei e a Sociedade de Amigos da Biblioteca Baptista Caetano de Almeida encaminharam ao IPHAN um abaixo assinado exigindo o retorno da locomotiva nº 20 e do carro A-1 à cidade.

## Museu

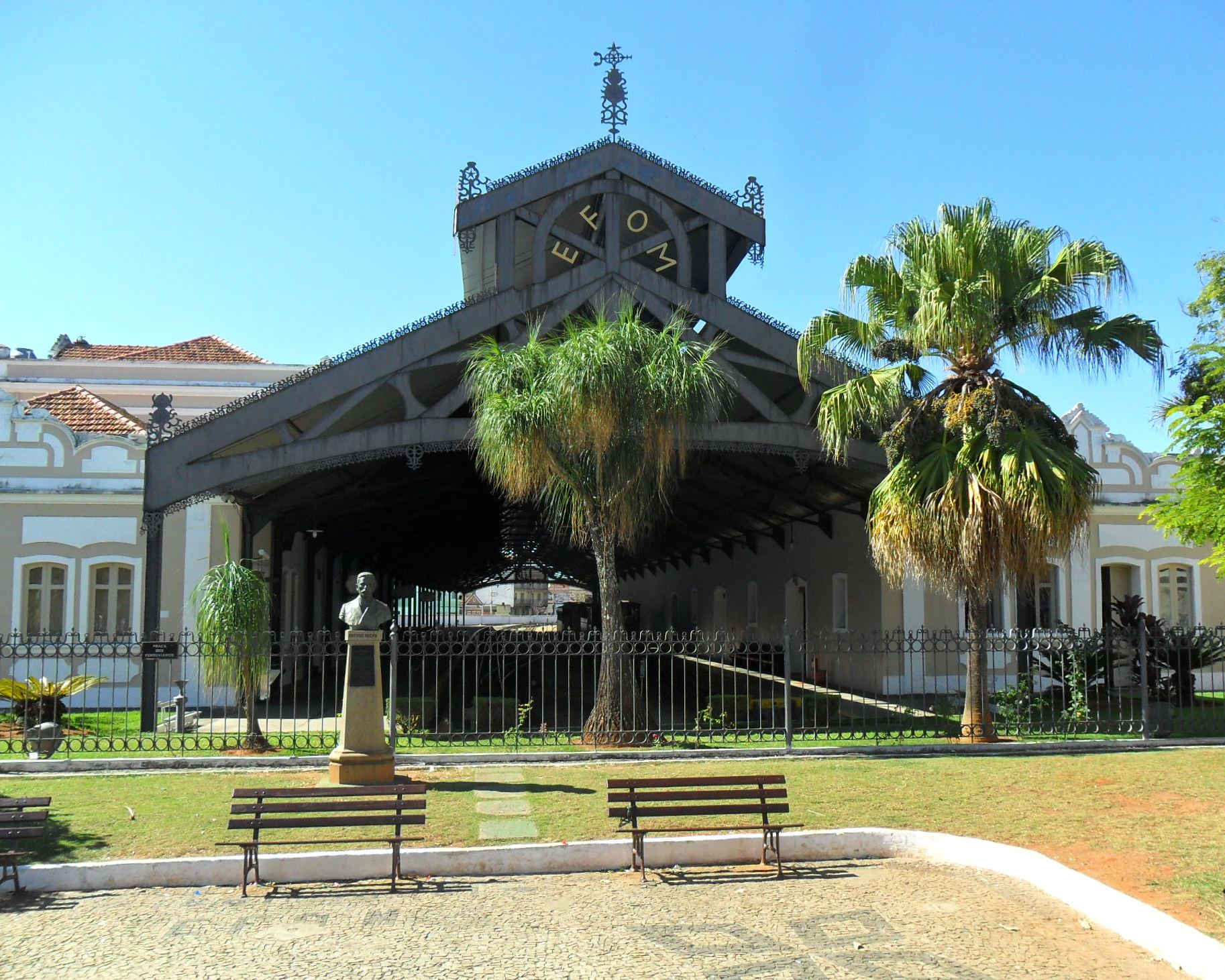
Estação ferroviária de São João del Rei.

Junto à estação encontra-se o Museu Ferroviário, inaugurado em 1981, ano do centenário da Estrada de Ferro Oeste de Minas. O museu reúne equipamentos, peças, painéis didáticos e fotografias que contam a história da ferrovia no Brasil e na região. Além disso, estão expostas a EFOM nº 1 ("São João del Rey"), primeira locomotiva da ferrovia e um vagão de luxo utilizado para uso da administração, construído nas oficinas da EFOM em 1912. No anexo da rotunda estão expostas sete locomotivas a vapor Baldwin de bitola de 762 mm, sendo elas as EFOMs 37, 38, 40, 43, 55, 62 e 69; três de bitola de 1,00 m, oriundas da Rede Mineira de Viação; uma locomotiva elétrica de bitola de 1,00 m; além de carros e vagões de carga. Em São João del-Rei, anexo à estação também existe uma grande rotunda e oficinas de manutenção. Pela riqueza de materiais, o Complexo Ferroviário da Estrada de Ferro Oeste de Minas é um dos maiores do Brasil.